# معبد یونگ میونگ
معبد یونگ میونگ (کره‌ای: 영명사; مک‌کیون–ریشاور: Yŏngmyŏngsa : یک معبد بودایی کره‌ای بود که در دامنه تپه مورانبونگ در پیونگ یانگ، کره شمالی واقع شده است. پیش از ویرانی در جنگ کره، این معبد بزرگ‌ترین و مهم‌ترین مرکز عبادت بودایی در پیونگ یانگ بود. زمان تأسیس معبد مشخص نیست، اما اعتقاد عمومی بر این است که مربوط به اواخر دوره گوگوریو است. در طول دوره استعمار ژاپن، این معبد به زبان ژاپنی ایمی-جی نامیده می‌شد.
;

## جزئیات
معبد یونگ میونگسا در تپه مورانبونگ در منطقه مورانبونگ، مرکز پیونگ یانگ واقع شده است. مورانبونگ یکی از هشت نقطه دیدنی کره محسوب می‌شود. معبد یونگ میونگسا در مکانی ساخته شده است که می‌توانید ضمن تماشای رودخانه تائدونگ، جزیره رانگنا و مرکز شهر پیونگ یانگ، از مناظر لذت ببرید و از مدت‌ها پیش به عنوان یک نقطه دیدنی مشهور بوده است. در میان هشت نقطه دیدنی پیونگ یانگ، طلوع ماه در پوبیوکرو، یک ساختمان الحاقی که در زیر معبد یونگ میونگسا ساخته شده است، نیز وجود دارد. یکی دیگر از هشت نقطه دیدنی پیونگ یانگ، یولمیلدائه، نیز در همین نزدیکی است.
تاریخ تأسیس آن مشخص نیست، اما افسانه‌ای وجود دارد که می‌گوید این معبد یکی از نه معبدی بوده که در زمان سلطنت پادشاه گوانگائتو از گوگوریو ساخته شده است. کیم سی -سئوپ اشاره کرده است که یونگ میونگسا کاخ نه طبقه پادشاه دونگ میونگ سونگ از گوگوریو بوده است. این معبد به دلیل مناظر برجسته‌اش، اغلب در آثار ادبی به تصویر کشیده شده است، مانند شعری که یی سک در اواخر سلسله گوریو در مورد یونگ میونگسا و پوبیوکرو سروده است. در سلسله چوسون، متنی ترجمه شده با عنوان «یونگ میونگسا دئوکولرو سانگریانگمون» نیز وجود دارد که ترجمه‌ای از کتیبه ستون پشته روی ضمیمه دئوکولرو یونگ میونگسا است.
معبد یئونگ‌میونگسا در طول جنگ چین و ژاپن آسیب زیادی دید و بازسازی شد، اما در طول جنگ کره کاملاً سوخت و هیچ اثری از آن باقی نمانده است. اکنون، تنها غرفه بوبیوکرو، پاگودای سنگی پنج طبقه هشت ضلعی و بئوپونام، ضمیمه‌ای از ایستگاه مانگ‌یونگدائه، باقی مانده‌اند. مشخص است که یک آسایشگاه در محل معبد یئونگ‌میونگسا ساخته شده است و همچنین غرفه بوبیوکرو را مدیریت می‌کند.

## تاریخچه
اگرچه زمان تأسیس معبد مشخص نیست، اما داستان‌های رایج آن را به پایان دوره گوگوریو نسبت می‌دهند. این معبد در زمان سلسله چوسون به‌طور کامل بازسازی شد. در زمان اشغال کره توسط ژاپن، این معبد به یک مکان توریستی مهم در پیونگ یانگ تبدیل شد و به دلیل موقعیت زیبای کنار رودخانه و درختان گیلاس فراوانش مشهور بود. در دهه ۱۹۲۰، این معبد دوباره تحت بازسازی گسترده‌ای قرار گرفت که توسط دولت ژاپن تأمین مالی شد، که رسماً نام آن را به خوانش ژاپنی هانجا: «ایمی-جی» تغییر داد. در آن زمان، معبد نیز توسط دولت مصادره شد و به عنوان مقر فرقه رینزای از بودیسم ذن ژاپنی مورد استفاده قرار گرفت. راهبان رینزای وظیفه داشتند شهروندان را از بودیسم سنتی کره‌ای دور کنند، به عنوان بخشی از یک برنامه دولتی برای جایگزینی فرهنگ قدیمی کره با فرهنگ مدرن ژاپن.
این معبد تاریخی در جریان بمباران‌های گسترده پیونگ یانگ توسط ایالات متحده در طول جنگ کره ویران شد. تنها ساختمان معبد که اکنون پابرجاست، پاویون پوبیوک است، یک چشم‌انداز زیبا که پس از جنگ بازسازی شد و به خاطر مناظر زیبایش از رودخانه تائدونگ شناخته می‌شد؛ بتکده سنگی و زیارتگاه هشت ضلعی آن نیز از بمباران‌ها جان سالم به در بردند و هر سه به عنوان گنجینه‌های ملی کره شمالی ثبت شده‌اند.
این معبد، هرمیتاژ پوبون را که در کوه ریونگاک در مانگیونگدائه-گویوک واقع شده بود، اداره می‌کرد.
در سال ۲۰۱۲، خبرگزاری مرکزی کره از «تأیید مجدد» وجود لانه اسب تک شاخ پادشاه تونگ میونگ، در ۲۰۰ متری (۶۶۰ فوت) یونگ میونگسا، خبر داد. این کشف به مؤسسه تاریخ جمهوری دموکراتیک خلق کره نسبت داده شده است، و در گزارش آمده است که «لانه اسب تک شاخ» بر روی سنگی در این محل حک شده است. گزارش این کشف همچنین بیان می‌کند که این «ثابت می‌کند که پیونگ یانگ پایتخت گوگوریو باستان بوده است».

## نگارخانه

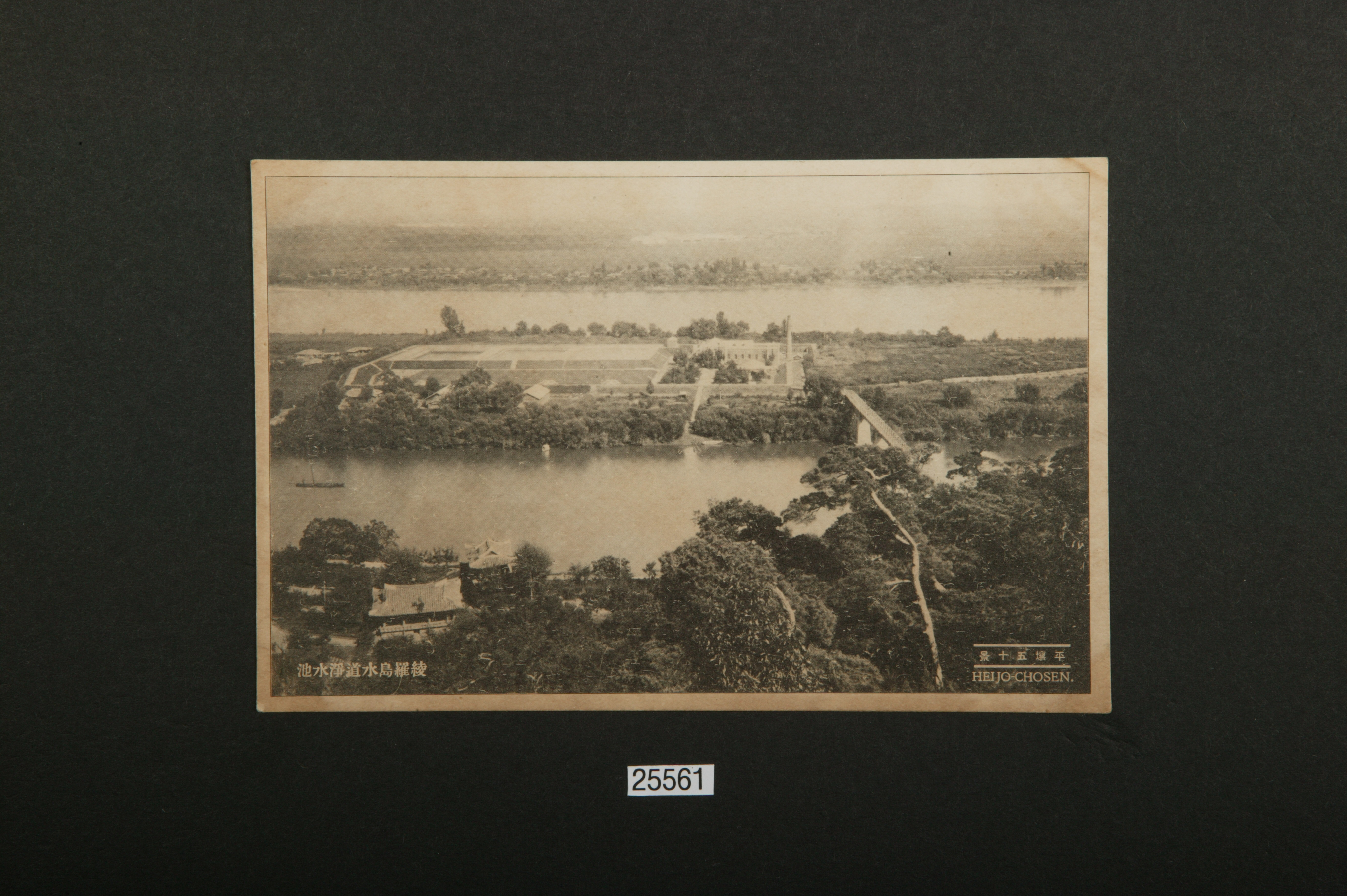
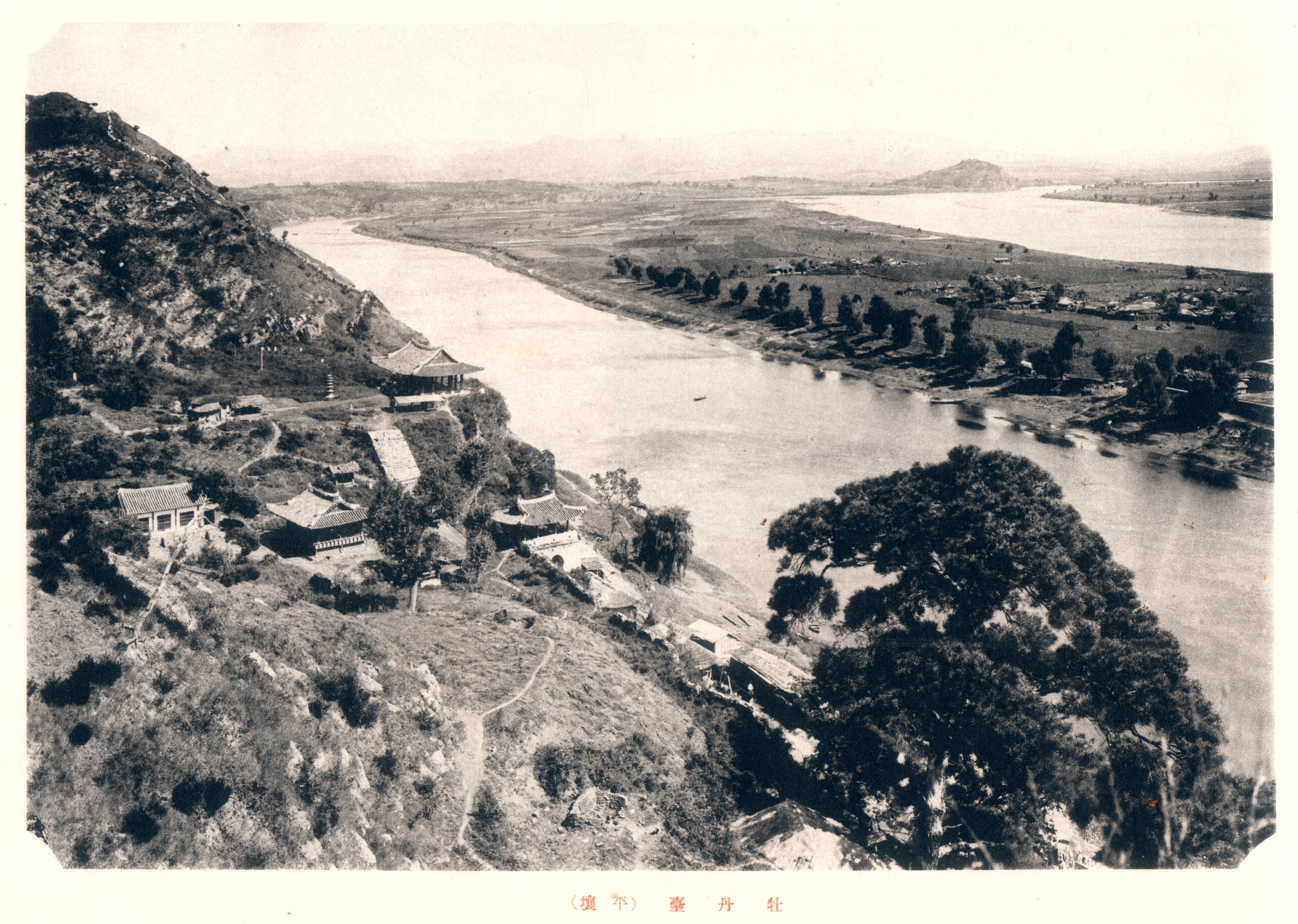
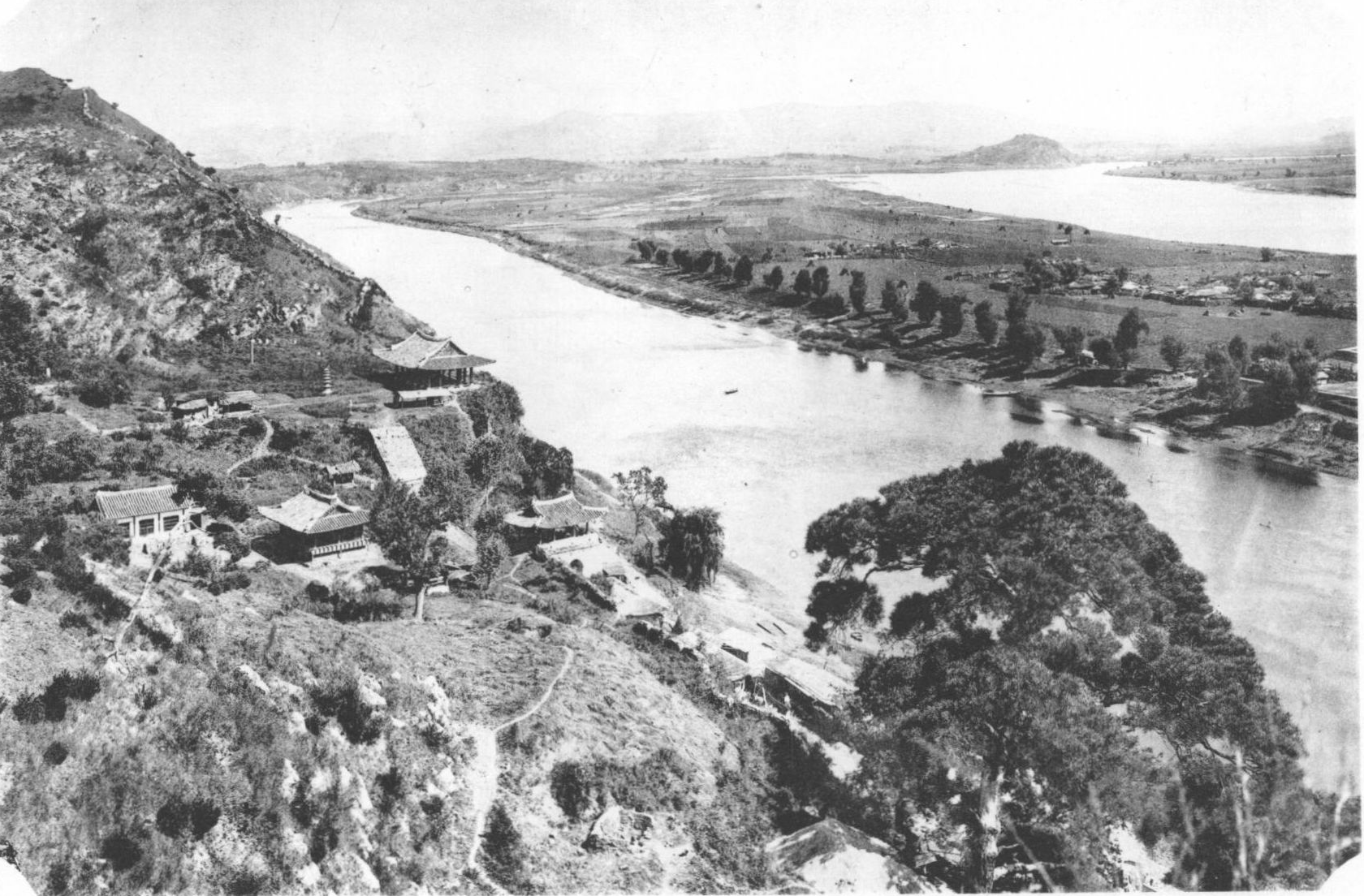
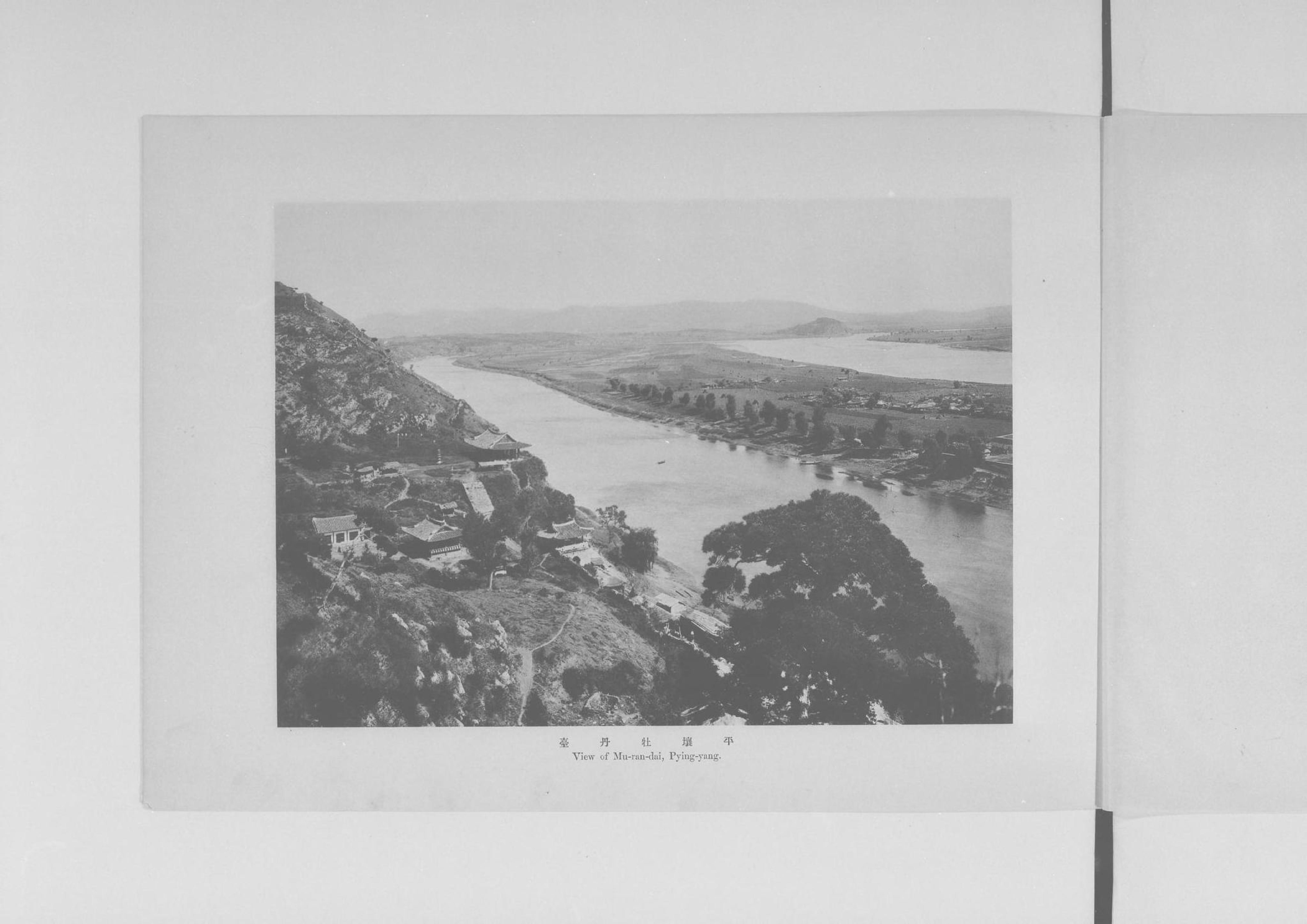
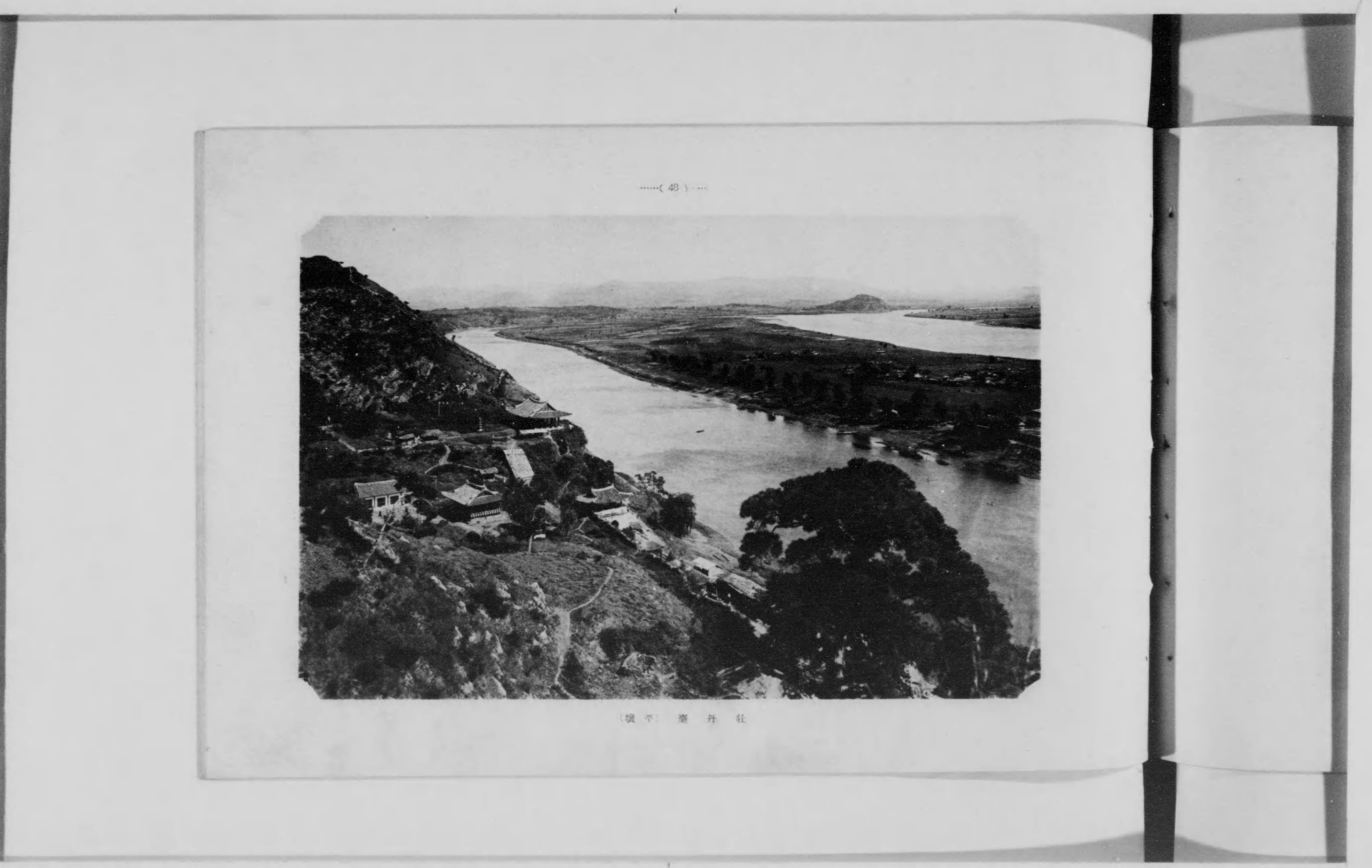
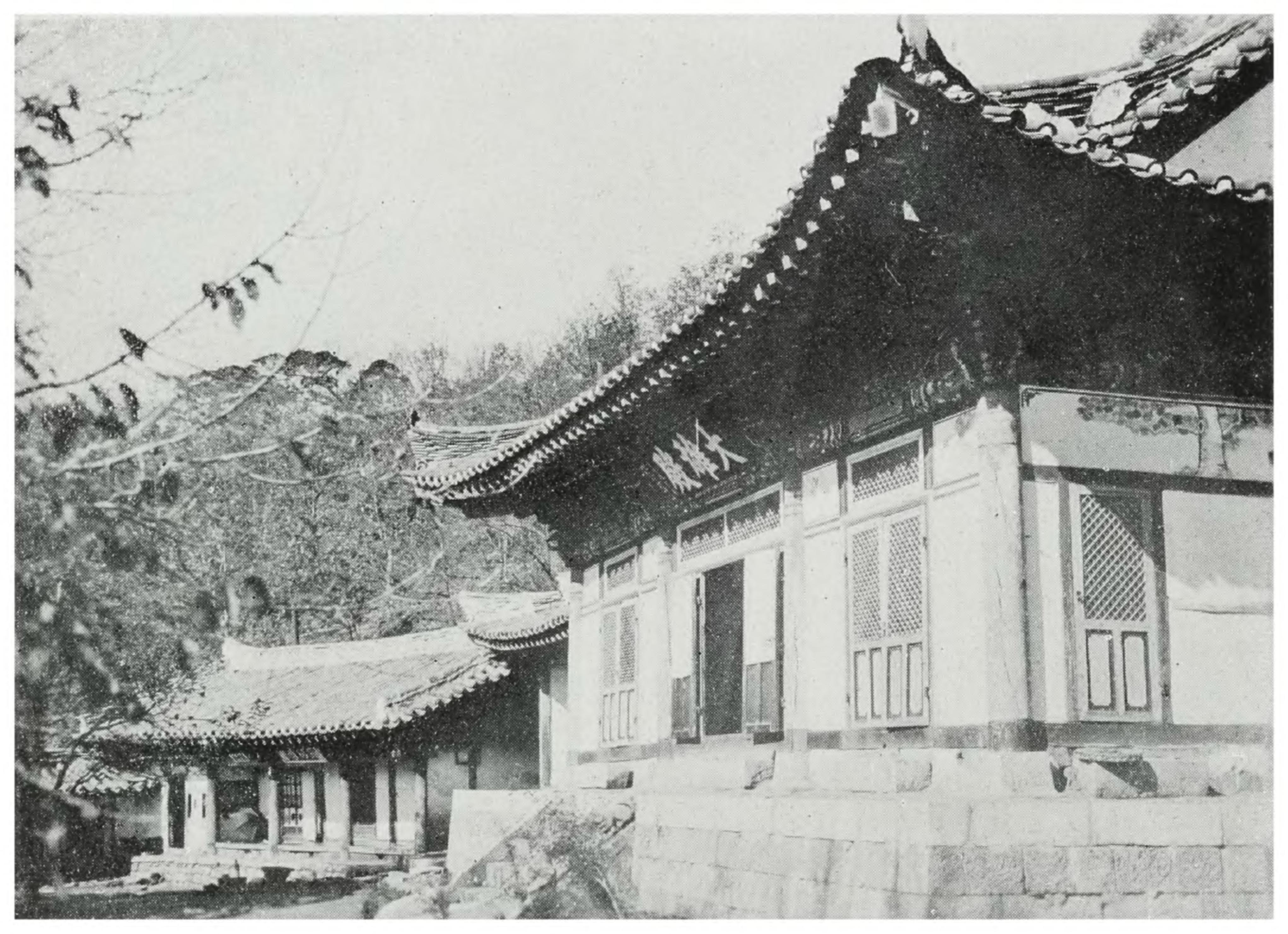
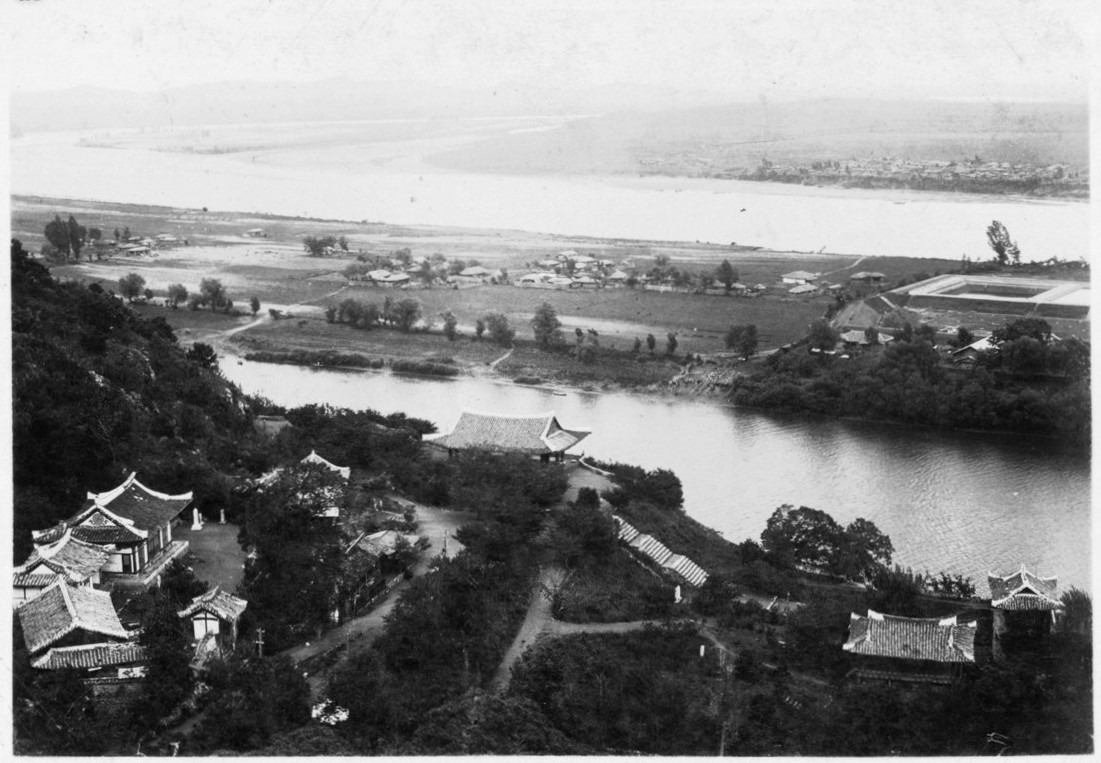
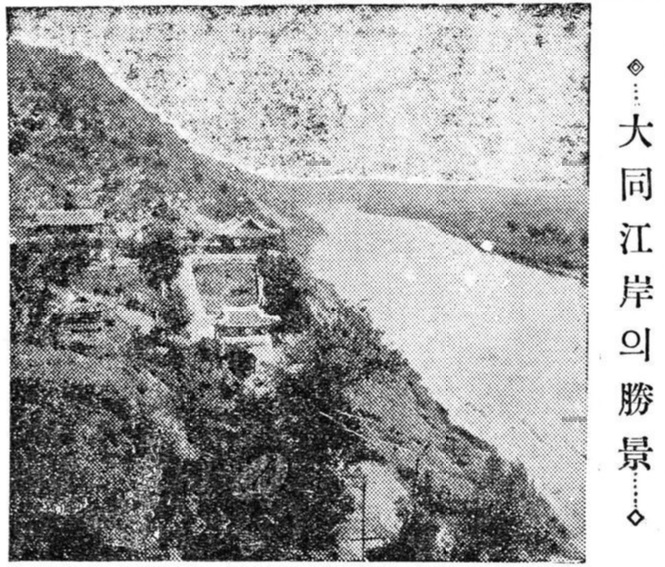
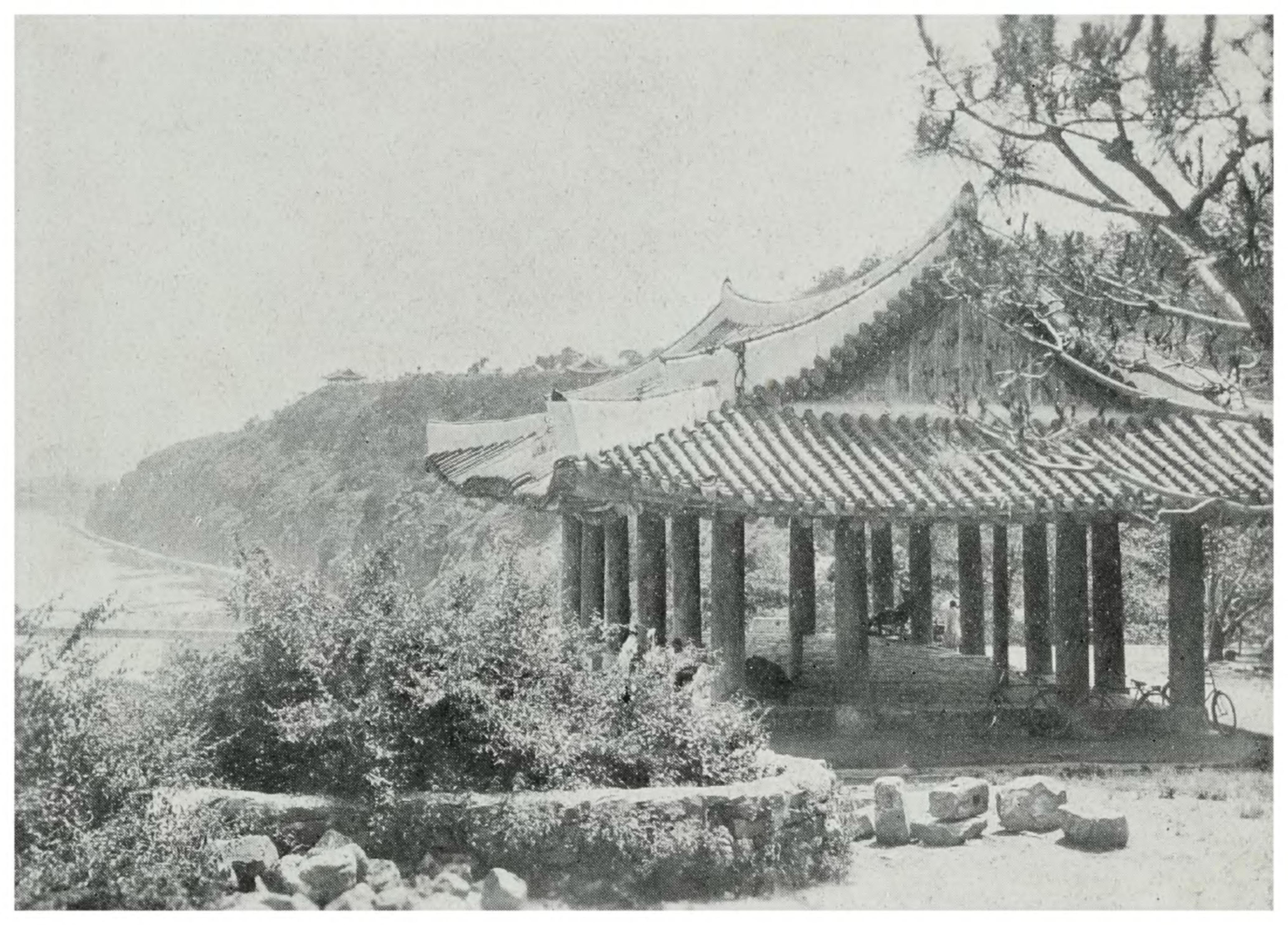
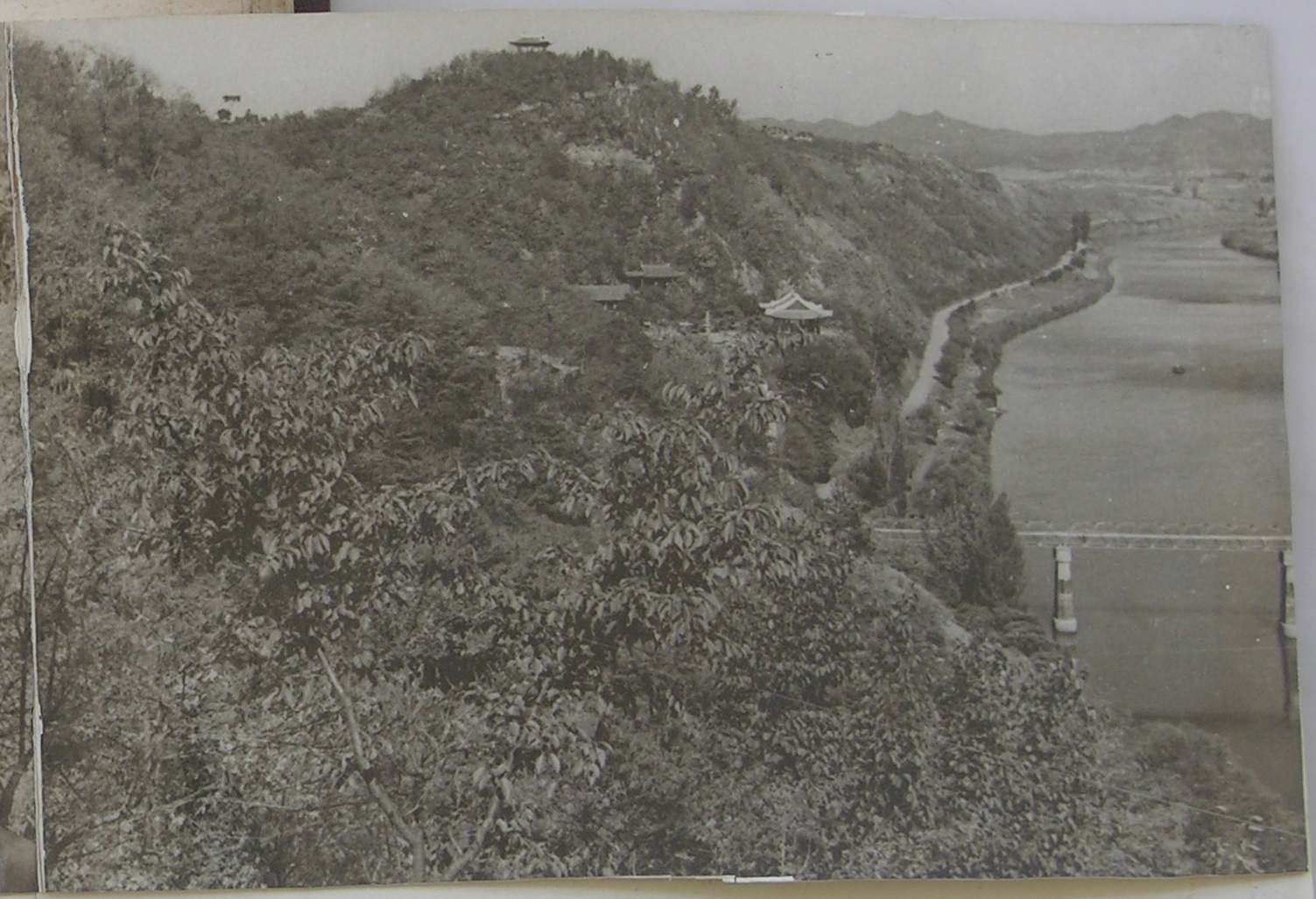